# Naturschutzgebiet Grotmicke
Das Naturschutzgebiet Grotmicke ist ein 5,28 ha großes Naturschutzgebiet (NSG) nordöstlich der Genkeltalsperre in der Stadt Meinerzhagen im Märkischen Kreis in Nordrhein-Westfalen. Das NSG wurde 2001 vom Kreistag des Märkischen Kreises mit dem Landschaftsplan Nr. 6 Meinerzhagen ausgewiesen. Das NSG ist in zwei Teilflächen geteilt. Das NSG beginnt im Einlaufbereich des Grotmicke im Nordwestzipfel der Genkeltalsperre.

## Gebietsbeschreibung
Bei dem NSG handelt es sich um den Unterlauf der naturnahen und abschnittsweise mäandrierenden Grotmicke mit deren Flussaue bis zum Einlaufbereich in die Genkeltalsperre. Am Fluss befindet sich ein Gehölzsaum. In der Aue befinden sich teils feuchte bis nasse Wiesen und Weiden. Einige Grünlandflächen sind binsen- und seggenreich. Das landschaftstypische Wiesental mit extensiv genutztem Nass- und Feuchtgrünland, bodenständiger Laubholzbestockung sowie einem naturnahen Bachlauf ist Lebensraum gefährdeter und spezifischer Pflanzen- und Tiergemeinschaften. Es befinden sich Grünlandbrachen im NSG die als Hochstaudenfluren ausgebildet sind. Aspektbildend sind Rohrglanzgrasröhrichte und Mädesüß-Hochstaudenfluren, in die Waldsimsen- und Waldbinsensümpfe mosaikartig eingelagert sind. Vereinzelt sind auch kleinere Weidengebüsche in den Brachflächen vorhanden. Im Nordwesten des NSG's befindet sich eine ehemalige fischereiliche Teichanlage. Der südwestliche Talabschnitt wird von einem bachbegleitenden Erlenwald eingenommen. Die Erlen sind überwiegend mehrstämmig, was auf eine ehemalige Nutzung als Stockausschlagwald hindeutet. Im Einlauf- und Verlandungsbereich am Ufer der Genkeltalsperre folgt auf ein Rohrglanzgrasröhricht ein Seggenried und eine Schwimmblattzone aus Wasserknöterich im See.

## Schutzzweck
Das Naturschutzgebiet wurde zur Erhaltung und Entwicklung des Wiesentals und als Lebensraum gefährdeter Tier und Pflanzenarten ausgewiesen. Wie bei anderen Naturschutzgebieten in Deutschland wurde in der Schutzausweisung darauf hingewiesen, dass das Gebiet „wegen der landschaftlichen Schönheit und Einzigartigkeit“ zum Naturschutzgebiet wurde.
Für das NSG gibt es die speziellen Verbote „die bodenständigen Nasswaldbereiche (Erlensumpfwald) rein forstlich zu nutzen“ und „das Grünland vor dem 15. Juni zu mähen“.